# Wayne Morse

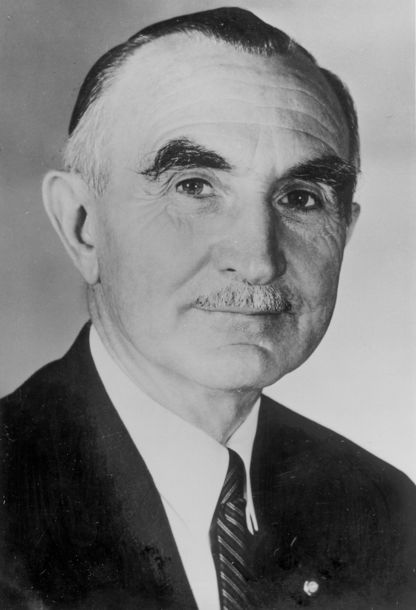
Wayne Morse

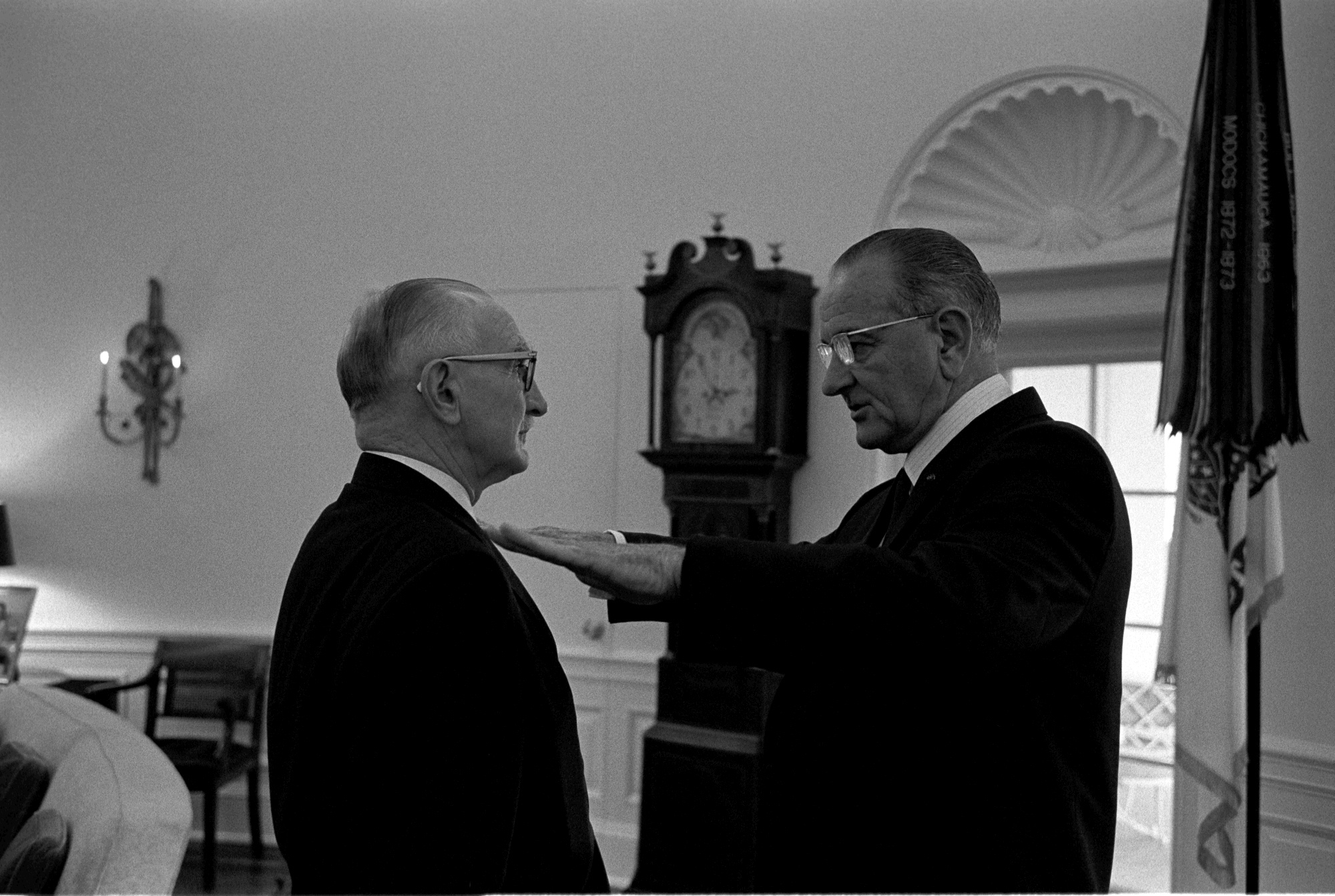
Wayne Morse (links) im Oval Office mit Präsident Johnson 1967

Wayne Lyman Morse (* 20. Oktober 1900 in Madison, Wisconsin; † 22. Juli 1974 in Portland, Oregon) war ein US-amerikanischer Politiker und Anwalt. Morse war von 1945 bis 1969 Senator für Oregon. Er gehörte von 1945 bis 1952 den Republikanern und ab 1955 der Demokratischen Partei an.

## Leben und politische Karriere
Morse stammte aus dem Mittleren Westen der USA. Nach seinem Studium zog er nach Oregon, wo er eine Lehrtätigkeit an der juristischen Fakultät der University of Oregon aufnahm. Er gehörte der Republikanischen Partei an und wurde kurz vor Ende des Zweiten Weltkriegs in den US-Senat gewählt. Nach der Wahl Dwight D. Eisenhowers zum US-Präsidenten 1952 trat Morse aus der Partei aus, behielt aber seinen Sitz im Parlament. 1955 trat Morse in die Demokratische Partei ein und wurde anschließend noch zweimal wiedergewählt. 1960 wollte er als Präsidentschaftskandidat seiner Partei antreten, scheiterte aber schon frühzeitig im parteiinternen Nominierungsverfahren, das schließlich John F. Kennedy für sich entschied.
Einige Jahre später war Morse einer von nur zwei Senatoren, die gegen die Tonkin-Resolution stimmten. Diese ermächtigte den Präsidenten, ohne eine Kriegserklärung militärische Operationen in Vietnam durchführen zu lassen. Die Verabschiedung dieser Resolution am 7. August 1964 war der offizielle Beginn des Vietnamkrieges. Morse sprach sich auch in den darauf folgenden Jahren gegen den Krieg aus. 1968 verlor er die Senatswahlen gegen den Republikaner Bob Packwood, der vor allem seine Ablehnung des Vietnamkriegs kritisierte. Morse trat 1972 und 1974 erneut zu einer Wiederwahl an. Er starb an Nierenversagen 73-jährig am 22. Juli 1974 während des Nominierungswahlkampfs.